# مونگلا
مونگلا (به لاتین: Mongla) یک منطقهٔ مسکونی در بنگلادش است که در ناحیه باگرهات واقع شده‌است. مونگلا ۱٬۴۶۱٫۲۲ کیلومتر مربع مساحت و ۱۳۶٫۵۸۸ نفر جمعیت دارد.